# Ruth Hamblin
Ruth Hamblin, coniugata Davis (Smithers, 24 giugno 1994), è una cestista canadese, professionista nella WNBA.

## Carriera
È stata selezionata dalle Dallas Wings al secondo giro del Draft WNBA 2016 (18ª scelta assoluta).
Con il Canada ha disputato i Campionati mondiali del 2018 e due edizioni dei Campionati americani (2017, 2019).